# Castrul roman de la Orheiu Bistriței
Castrul roman de la Orheiu Bistriței, județul Bistrița-Năsăud, Transilvania, a fost o așezare romană ce datează din secolele II-III. Ruinele sale impresionează încă prin dimensiunile mari. Aici se găsea garnizoana cohortei I Hispanorum milliaria și o așezare civilă romană.
Pe teritoriul castrului s-au găsit monede de bronz din timpul împăraților Traian, Alexandru Sever, Septimius Severus, Antonius Pius, Caracalla și Lucius Verus.